# Рашен Коуті
Рашен Коуті або Рогозова Одіжка — шотландська казка, зібрана Джозефом Джейкобсом у його «Більше англійських казок». Казка розповідає про дівчину, яку переслідують мачуха та сестри, але їй допомагають магічні істоти, і врешті-решт вона здобуває щастя.
За класифікацією казок Аарне-Томпсона тип казки — 510A, вона показує сюжет казки, що подібний на «Попелюшку».

## Конспект
Перед смертю королева залишає доньку. На смертному одрі вона сказала доньці, що до неї прийде червоне теля, і вона може попросити його про допомогу.
Король одружився на вдові з трьома доньками. Мачуха та її доньки жорстоко поводяться з падчеркою: дають їй лише плащ із рогози (тому її й називають «Рашен Коуті» — «Рогозова одіжка») і залишають голодною. Червоне теля приходить на допомогу дівчині, пропонуючи їжу, яку вона знаходить у його вухах. Мачуха послала одну зі своїх доньок шпигувати за Рашен Коуті, і дівчина помітила червоне теля.
Мачуха прикинулася хворою і сказала королеві, що їй потрібен м'яний хліб з червоного теляти. Король наказав забити теля. Теля попросило дівчину поховати його кістки, окрім гомілкової, яку вона так і не знайшла.
На Святвечір мачуха з батьком насміхалися з неї за те, що вона хотіла піти до церкви, і поставили її готувати вечерю, але червоне теля прикульгало на кухню. Воно дало їй одяг і сказало заклинання, щоб вона приготувала вечерю. У церкві в неї закохався молодий принц.
Вона приходила ще двічі, а втретє принц поставив годинник, щоб її затримати, але вона перестрибнула через нього, і скляний черевичок впав на землю.
Принц оголосив, що одружиться з тією, кому пасуватиме черевичок. Одна з її зведених сестер навіть відрубала собі частину пальців, але кров її видала. Тоді всі спробували, окрім Рашен Коуті, тож принц наполіг, щоб і вона спробувала, і вони одружилися. Проте їхнє щастя було недовгим, і згодом шлюб розпався.